# Satureja
Satureja L., (include Cimbru de grădină, cimbru bun) este un gen de plante din familia Labiatae (Lamiaceae), originar din regiunile mediteraneene, câteva tropicale, circa 128 specii, erbacee rar subfrutesecute, anuale, bienale sau vivace, deseori aromatice. A nu se confunda cu Thymus vulgaris L. (Cimbru de câmp).

## Caracteristici
- Tulpina este de obicei 4-unghiulară, foarte ramificată.

- Frunzele sunt liniare, lipsite de stipele, liniar-lanceolat-alungite, eliptice sau ovate[3].

- Florile sunt hermafrodite, neregulate (caliciul tubulos campanulat persistent, cu 10-13 nervuri, de obicei 5-dințat sau bilabiat, corolă bilabială, labiul superior plat, nedentat sau franjurat, cel inferior trilobat, cu lobul din mijloc mai mare, rotunjit, tub floral mai lung decât caliciul, patru stamine, cele din față mai lungi decât cele din spate, sub labiul superior al corolei îndoite, antere cu aperturi diferite, ovar superior format din două carpele divizate fiecare în două loji false) așezate în verticile, în axa frunzei[3].

- Fructul este format din patru nucule.

## Specii
Cuprinde circa  128 specii

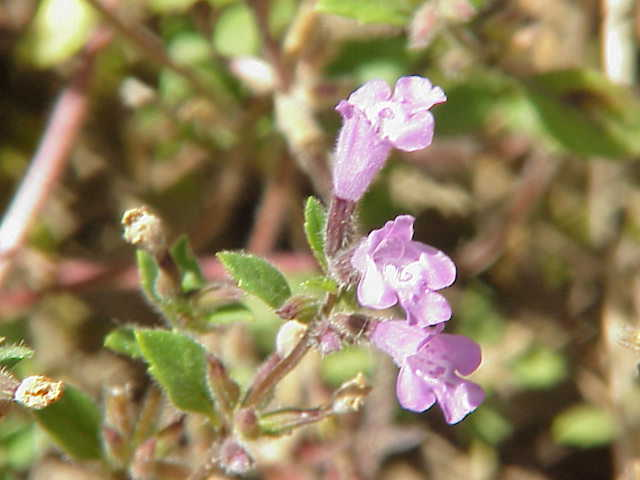
Satureja alpina
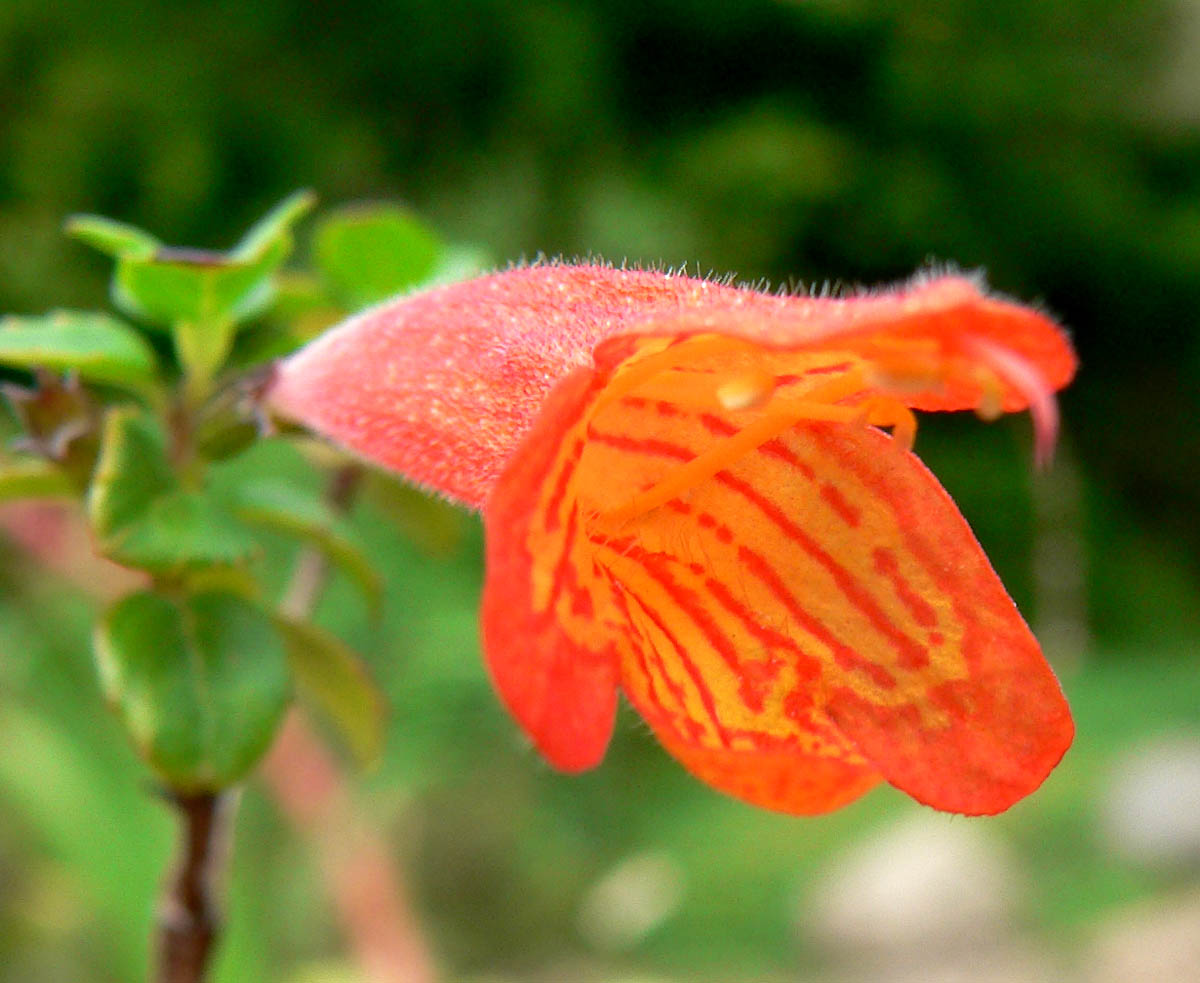
Satureja mexicana
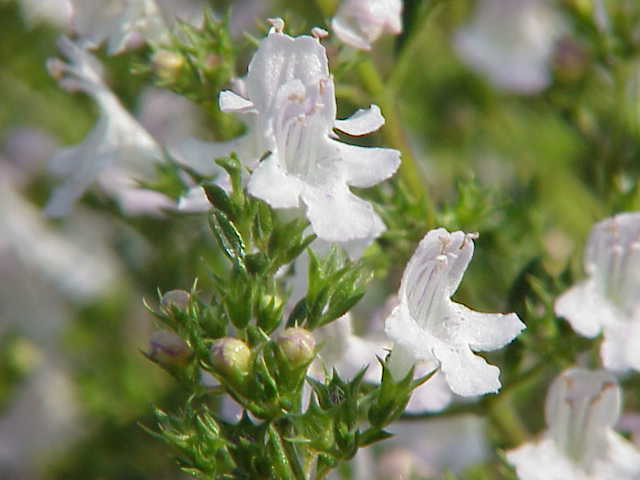
Satureja montana
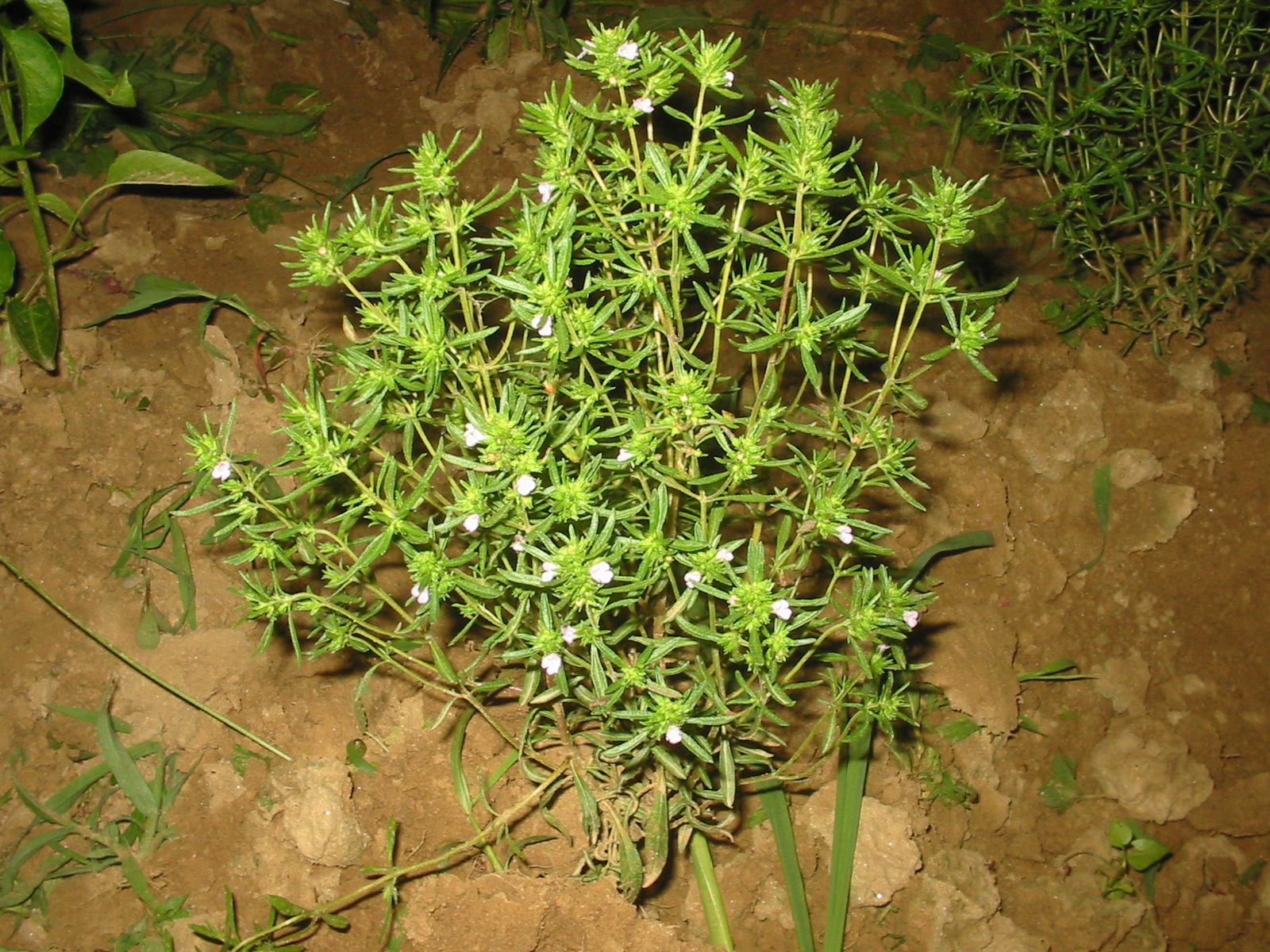
Satureja hortensis

## Înmulțire
Se înmulțește prin semințe, divizare și butași.

## Utilizare
Se folosește în parcuri și grădini, pentru stâncării și alpinarii, sol calcaros, drenat, uscat și sărăcăcios.

## Legături externe
- „Satureja” în Dicționar dendrofloricol la DEX online